# Kamieńczyk (powiat sokołowski)
Kamieńczyk – wieś w Polsce położona w województwie mazowieckim, w powiecie sokołowskim, w gminie Sterdyń. Ma status sołectwa. Leży  na lewym brzegu  Bugu.
| SIMC    | Nazwa | Rodzaj    |
| ------- | ----- | --------- |
| 0690393 | Grądy | część wsi |

W latach 1975–1998 miejscowość należała administracyjnie do województwa siedleckiego.
Wierni kościoła rzymskokatolickiego należą do parafii Wniebowzięcia Najświętszej Maryi Panny w Łazówku.